# جاك إدواردز (لاعب كرة قدم)
جاك إدواردز (بالإنجليزية: Jack Edwards)‏ (23 فبراير 1924 بسالفورد في المملكة المتحدة - 17 أكتوبر 1978 بنوتنغهام في المملكة المتحدة) هو لاعب كرة قدم بريطاني (وحمل سابقاً جنسية المملكة المتحدة لبريطانيا العظمى وأيرلندا) في مركز الهجوم. لعب مع نادي ساوثهامبتون ونوتس كاونتي ونوتينغهام فورست ونادي كيدرمينستر هاريرز لكرة القدم ونادي كينغز لين.